# Översjön
Der Översjön ist ein See in der Gemeinde Örnsköldsvik in Schweden.

## Geographie
Der Uttersjön liegt einige Kilometer nördlich der Kubbe flygbas und ist die Quelle des Hädanbergsån.